# Григорій (Лакота)

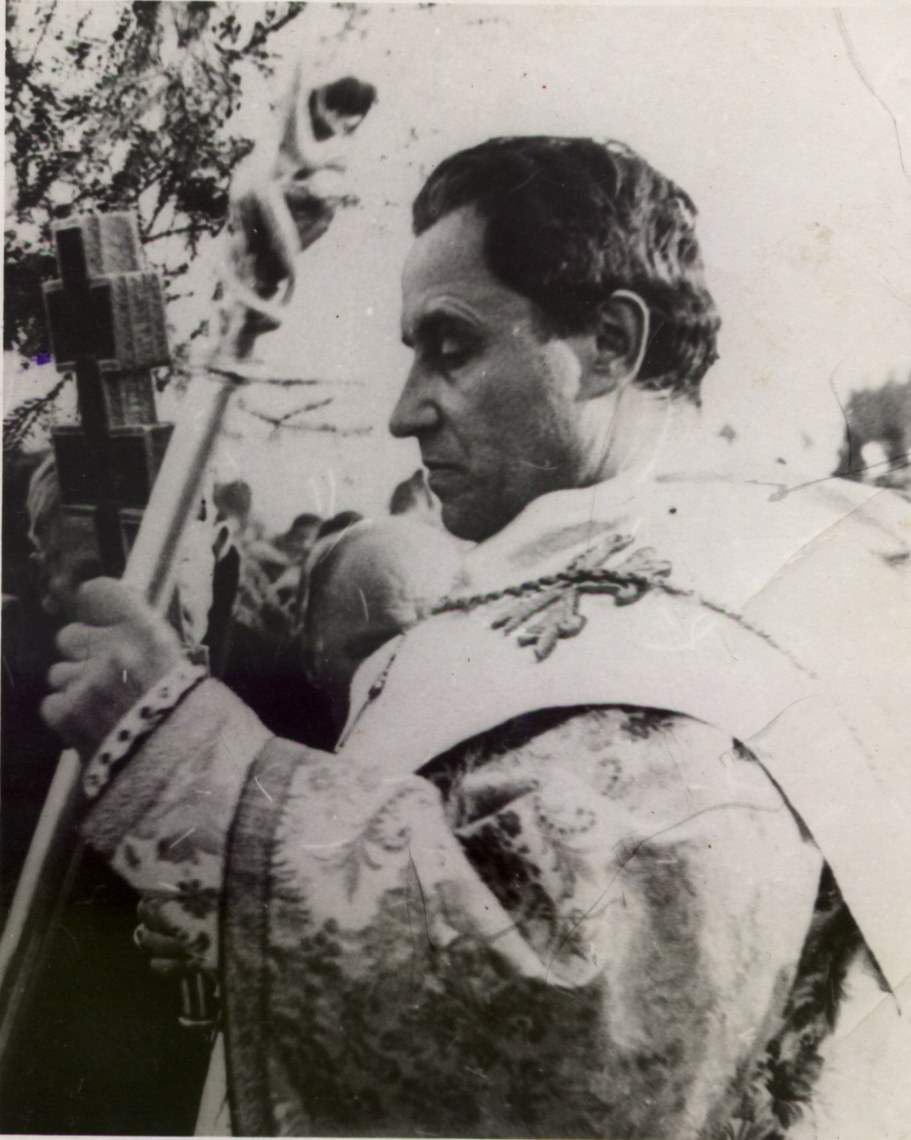
Кир Григорій Лакота, Ярослав (Польща), 1939—1941 р.

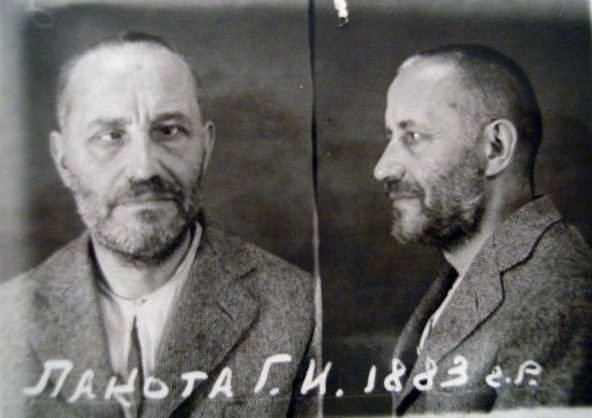
Григорій Лакота, 1946

Блаженний Григорій Лакота (31 січня 1883, Голодівка (тепер Задністряни) на Львівщині — 12 листопада 1950, концтабір Абезь, Росія) — український релігійний діяч. Єпископ-помічник Перемишльський УГКЦ. Ректор Перемишльської духовної семінарії. Жертва сталінського терору.

## Біографія
Богослов'я студіював у Львові. 30 серпня 1908 року висвячений на священника у Перемишлі. У Відні 1911 року здобув ступінь доктора богослов'я (дисертація на тему: Die Bedeutung der Bergpredikt bei Matthäus; захист 28 березня 1911). Із 1913 року — професор Перемишльської Духовної Семінарії, а трохи згодом — її ректор. 10 лютого 1926 р. папа Пій XI номінував о. Григорія Лакоту єпископом-помічником Перемишльської єпархії. Його хіротонія відбулася 16 травня 1926 р. Владика Григорій займався джерелознавчими студіями. Зокрема, він упорядкував рішення трьох єпархіальних синодів Перемишльсько-Самбірської єпархії, які вийшли друком у 1939 році в Перемишлі.

### Арешт і заслання
9 червня 1946 року заарештований органами НКВД СССР та незаконно засуджений на 10 років ув'язнення, вивезений до Комі АРСР.
На Сибіру владика намагався взяти на себе найважчу роботу й полегшити муки іншим. Італійський священник о. Петро Леоні, що також був на каторзі в Сибіру, у своїх споминах пише: «На засланні, серед людської мізерії, я стрінув теж і правдивих ангелів у людському тілі, які своїм життям представляли на землі Херувимів, прославляючих Христа-Царя слави. Між ними був ісповідник віри, владика Григорій Лакота, перемишльський єпископ-помічник, який від 1948 до половини 1950 року просвічував нам знесиленим каторжникам своїм прикладом християнських чеснот» (1959).
Помер о. Григорій Лакота 12 листопада 1950 у концтаборі Абезь біля Воркути.
З огляду на великий авторитет серед каторжників, більшовицька влада проявила елементарну повагу до єпископського сану і дозволила похоронити владику Григорія на цвинтарі (могила Д-14), про що є свідчення очевидців.

### Вшанування

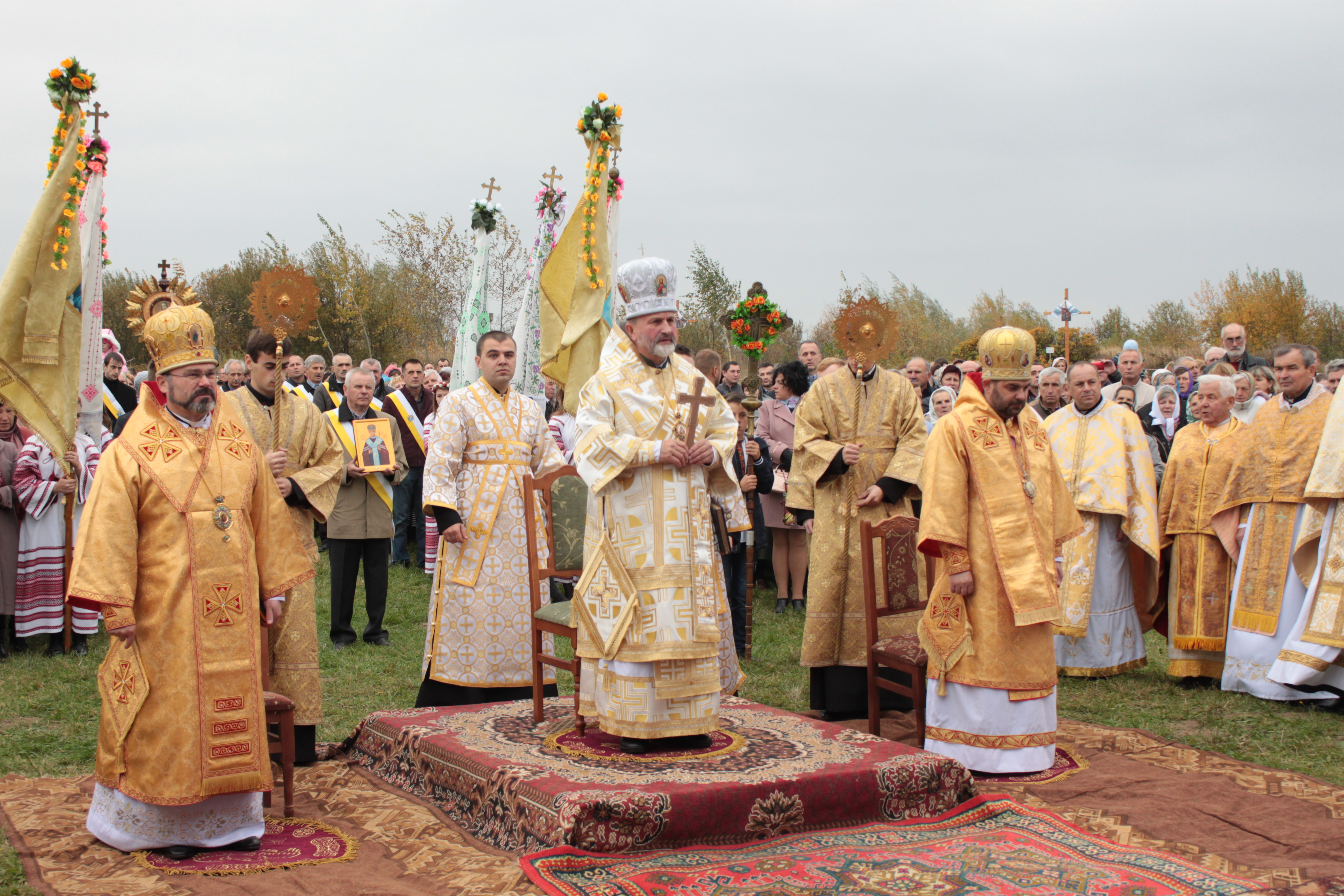
Посвячення меморіального комплексу Блаженного Григорія Лакоти 15 жовтня 2017 року в с. Задністряни.

Улітку 1996 р. з Божою поміччю вдалося віднайти могилу блаженного владики Григорія Лакоти та підготувати необхідні матеріали для проголошення його блаженним.
Обряд беатифікації відбувся 27 червня 2001 р. у м. Львові під час Святої Літургії у візантійському обряді за участі Івана Павла ІІ.
Відтак улітку 2001 р. його нетлінні останки були перевезені з Абезі до Львова в каплицю Різдва Пресвятої Богородиці, що на Сихові, де мощі й покоїлись увесь цей час. А торжественне перенесення їх у храм Різдва Пресвятої Богородиці відбулося в неділю 11 жовтня. З цього дня мощі блаженного залишатимуться у храмі — кожен може випросити у Бога благодать через заступництво Григорія Лакоти — блаженного новомученика нашої української землі, подиву гідного «ангела у людському тілі».
У жовтні 2015 р. посмертно реабілітований.
15 жовтня 2017 р. в с. Задністряни Високопреосвященний владика Ігор, Архиєпископ і Митрополит Львівський Ігор Возьняк освятив наріжний камінь під будівництво меморіального комплексу Блаженного Григорія Лакоти.
12 листопада 2017 р. Високопреосвященний владика Ігор, Архиєпископ і Митрополит Львівський Ігор Возьняк, здійснив чин благословення храму Блаженного священномученика Григорія (Лакоти) на вул. Демнянській, 10-Б у Львові.